# Comuna de Sadki
Sadki (polaco: Gmina Sadki) é uma gminy (comuna) na Polónia, na voivodia de Cujávia-Pomerânia e no condado de Nakielski. A sede do condado é a cidade de Sadki.
De acordo com os censos de 2004, a comuna tem 7320 habitantes, com uma densidade 48 hab/km².

## Área
Estende-se por uma área de 153,69 km², incluindo:
- área agricola: 74%
- área florestal: 15%

## Demografia
Dados de 30 de Junho 2004:
|                      | Total   | Total | Mulheres | Mulheres | Homens  | Homens |
| -------------------- | ------- | ----- | -------- | -------- | ------- | ------ |
|                      | pessoas | %     | pessoas  | %        | pessoas | %      |
| População            | 7068    | 100   | 3519     | 49,8     | 3549    | 50,2   |
| Densidade (pop./km²) | 46      | 100   | 22,9     | 22,9     | 23,1    | 23,1   |

De acordo com dados de 2005, o rendimento médio per capita ascendia a 1466,40 zł.

## Comunas vizinhas
- Kcynia, Łobżenica, Mrocza, Nakło nad Notecią, Wyrzysk